# Cray XT4
Il Cray XT4 (nome in codice Hood) è un'architettura di supercomputer sviluppato dalla società Cray e presentata il 18 novembre 2006. L'XT4 è una versione migliorata dell'architettura XT3 e include una versione migliorata della rete di interconnessione SeaStar chiamata SeaStar2, processori AMD Opteron dual-core e memoria DDR2. L'XT4 include il supporto per dei coprocessori basati su FPGA. Le interconnessioni, gli armadi, il software di sistema rimangono gli stessi del sistema XT3. Nel 2007 è stato soppiantato dal sistema Cray XT5.